# Ceolwulf II de Mèrcia
Ceolwulf II (mort el 879) va ser el darrer rei independent de Mèrcia, ja que els seus successors només van ser reis titulars que van acceptar la supremacia de Wessex i la unió d'estats d'on sorgiria el regne d'Anglaterra. Va assumir el poder quan Burgred va abandonar el país quan eren atacats pels vikings l'any 874. Antigament el seu regnat s'havia datat entre els anys 874 i 879, basant aquestes dades en les llistes de monarques on posava que el seu regnat va durar cinc anys; això no obstant, D. P. Kirby creu que probablement va governar des de començaments de la dècada del 880 i que el 883, hauria estat substituït per Æthelred, senyor de Mèrcia, el qual va acceptar la submissió a Alfred el Gran, rei de Wessex.

## Ascendència
Basat en raonaments lingüístics, es creu que Ceolwulf II podria ser descendent de Ceolwulf I de Mèrcia (r.821—823), el qual deia ser descendent de Pybba. Aquesta nissaga podria tenir també relacions de parentiu amb la família governant de Hwicce, un subregne del sud.oest de Mèrcia.
L'ancestre més immediat de Ceolwulf II és desconegut, però es creu que la relació amb Ceolwulf I podria venir a través de la filla d'aquest, Ælfflæd. Ælfflæd va estar casada primer amb Wigmund, fill del rei Wiglaf, i en segones núpcies amb Beorhtfrith, que era fill de Beorhtwulf. Lluny de ser un simple noble sense avantpassats reials, és clar que era descendent de cases reials o no hauria estat tan ben acceptat: alguns thegns (nobles) que van signar com a testimonis en cartes de donacions del rei Burgred també ho van fer en les de Ceolwulf II, en les quals també van signar bisbes de Mèrcia, prova de la seva acceptació pels dos estaments.

## Mèrcia i els vikings
Segons la Crònica anglosaxona, quan els vikings van envair el país i el rei de Mèrcia, Burgred, va abandonar el govern per refugiar-se a Roma, els invasors el van nomenar rei però amb la condició que acceptés sotmetre's a ells. Val a dir que aquesta crònica es va escriure per encàrrec d'Alfred el Gran, cunyat del rei Burgred i es considera que el seu contingut no és imparcial, ja que no pretenia explicar total la veritat històrica sinó que l'objectiu era justificar l'hegemonia de Mèrcia sobre els altres regnes anglosaxons, reclamació feta per Alfred el Gran i Eduard el Vell. Prova d'això és uns tresor en monedes que el 2015 es va trobar a Watlington, suposadment enterrat per salvar-lo del pillatge viking, i on es pot veure que Ceolwulf tenia el mateix tracte de rei que Alfred, sense estar l'un subjugat a l'altre.
Es creu, però, que el reialme de Ceolwulf va quedar reduït al nord i l'oest de Mèrcia.

## Relacions amb Gal·les
En les cròniques es diu que l'any 878, el rei Rhodri Mawr de Gwynedd va morir en batalla contra els anglesos. Tenint en compte que Alfred el Gran estava en aquell temps ocupat en aquella època en la lluita contra els vikings i que Mèrcia havia clamat tenir hegemonia sobre els regnes gal·lesos, és probable que el líder anglès esmentat sigui Ceolwulf II. El 881, els fills de Rhodri van derrotar els mercis a la batalla de Conwy, una victòria descrita en els annals gal·lesos com a «revenja de Déu per la mort de Rhodri». El líder merci d'aquesta batalla era Edryd Cabells Llargs que gairebé amb certesa seria un sobrenom del successor de Ceolwulf II, Æthelred, senyor de Mèrcia.

## La seca de Londres
S'han trobat tres tipus de penics amb el nom de Ceolwulf. La gran majoria es van encunyar a la seca de Londres i són del tipus amb una creu i un rombe, símbols que també feien servir el rei Alfred el Gran. La semblança entre les monedes emeses per Ceolwulf i les emeses per Alfred, s'ha interpretat com una prova de l'estreta col·laboració entre Mèrcia i Wessex per fer fora els vikings, donant la sensació entre els ciutadans de formar un territori unit contra els invasors.
Simon Keynes i el numismàtic Mark Blackburn van suggerir que vers l'any 875, Alfred va ser l'únic governant reconegut a Londres, mentre que la implicació militar i econòmica de Ceolwulf podria haver començat cap a finals del seu regnat, vers el 879. Tanmateix, el 1998, el mateix any que aquests autors van publicar les seves opinions al respecte, va aparèixer una altra moneda del tipus creu i rombe amb el nom de Ceolwulf, contemporània a les primeres monedes d'Alfred.
L'octubre del 2015, es va trobar el tresor de Watlington (Oxfordshire) que contenia monedes, joies i lingots de plata. El tresor és d'una data anterior al 870 i també té algunes monedes amb la imatge de dos emperadors romans per una cara i per l'altra el nom d'Alfred o el de Ceolwulf.